# The Ooze
The Ooze est un jeu vidéo d'action sorti en 1995 sur Mega Drive. Développé par Sega Technical Institute et édité par Sega, le jeu a été conçu par Stieg Hedlund.